# Oliver Selfridge
Oliver Gordon Selfridge (ur. 10 maja 1926, zm. 3 grudnia 2008) – jeden z pionierów badań nad sztuczną inteligencją, nazywany niekiedy „ojcem widzenia maszynowego”.
Jest autorem istotnych publikacji na temat sieci neuronowych i rozpoznawania wzorców. Jego opublikowany w 1959 artykuł opisujący model pandemonium uznaje się za klasyczne dzieło w zakresie badań nad sztuczną inteligencją.
Pracował na Massachusetts Institute of Technology razem z Marvinem Minskym.
Wnuk Harry'ego Selfridge'a.